# 上山美紀
上山 美紀（うえやま みき、1978年10月17日 - ）は、アメリカ合衆国カリフォルニア州サラトガ在住のフローリスト、実業家。神戸女学院大学卒業、兵庫県川西市出身。

## 概要
1978年兵庫県川西市出身。小林聖心女子学院中学校・高等学校、神戸女学院大学卒業。
1998年ミス日本・フォトジェニック賞を受賞。受賞当時のサイズは、T165cm/B81.9cm/W59cm/H91.5cm/S24cm。
2001年、福島テレビにアナウンサーとして入社。
2004年9月、福島テレビを寿退社してアメリカ合衆国サンフランシスコ・ベイエリアに移住。
2011年2月、イギリス・ロンドンに移住し複数のフローリストにフラワーデザインを学ぶ。
2014年12月24日、個人メディア・Nest Designsを立ち上げ、フラワーブーケの受注・販売、ワークショップの開催、ウェブサイトではフラワーデザインやオーガニック素材料理などを通して、サステナブルなライフスタイルを発信する。また、ウェブサイトのカフェグローブ、マイロハス、noteにてライターとしても活動する。3児（1男2女）の母。

## 出演番組
- Lばんスーパーニュース「もっと こおりやま」（2003年3月31日 - 2004年3月31日）キャスター
- サタふく